# HgCapital
HgCapital è una società di private equity estremamente focalizzata su buyout (acquisto di quote di maggioranza di una società) di società di medio mercato (con entrate tra i 10 milioni e 1 miliardo di dollari) con un valore tra 50 milioni e 500 milioni di sterline di tipo tecnologico, di telecomunicazioni e media (TMT), di servizi e settori industriali, di buyout di mercato medio-basso invece nel settore TMT (tra i 20 milioni e gli 80 milioni di sterline) e di progetti di infrastrutture per le energie rinnovabili che usano tecnologia collaudata.
Con oltre 100 impiegati e due uffici di investimento a Londra e Monaco di Baviera, possiede asset sotto la sua gestione di 5,2 miliardi di sterline, servendo oltre 100 investitori istituzionali tra cui fondi pensione pubblici e privati, doti, assicurazioni e fondi.
HgCapital nasce come Mercury Private Equity, il braccio private equity di Mercury Asset Management plc, una azienda di lungo corso per la gestione degli asset.
Mercury Asset Management fu acquisita da Merrill Lynch nel 1997. Nel dicembre 2000, l'esecutivo di Mercury Private Equity negoziò l'indipendenza da Merrill Lynch, e HgCapital fu creata come società indipendente. HgCapital Trust plc, una società londinese quotata in borsa, è il più grande cliente di HgCapital.

## Investimenti
| Società                   | Paese principale in cui opera | Settore             |
| ------------------------- | ----------------------------- | ------------------- |
| Achilles                  | Regno Unito                   | TMT                 |
| Atlas                     | Regno Unito                   | Servizi             |
| Casa Reha                 | Germania                      | Salute              |
| e-conomic                 | Danimarca                     | Telecomunicazioni   |
| EidosMedia                | Italia                        | Servizi             |
| Frösunda                  | Svezia                        | Salute              |
| Intelliflo                | Regno Unito                   | Telecomunicazioni   |
| IRIS                      | Regno Unito                   | Telecomunicazioni   |
| JLA                       | Regno Unito                   | Servizi             |
| SFC-Koenig                | Svizzera                      | Industriale         |
| Lumesse                   | Regno Unito                   | Telecomunicazioni   |
| Mainio Vire               | Finlandia                     | Salute              |
| Radius                    | Regno Unito                   | Servizi             |
| NetNames                  | Regno Unito                   | Telecomunicazioni   |
| P&I                       | Germania                      | Telecomunicazioni   |
| QUNDIS                    | Germania                      | Industriale         |
| Relay                     | Irlanda                       | Telecomunicazioni   |
| The Foundry               | Regno Unito                   | Telecomunicazioni   |
| Ondina                    | Regno Unito                   | Energie rinnovabili |
| Mercurio                  | Spagna                        | Energie rinnovabili |
| Swedish Wind - Venus Vind | Svezia                        | Energie rinnovabili |
| TeamSystem                | Italia                        | Telecomunicazioni   |
| Teufel                    | Germania                      | Industriale         |
| Ullink                    | Francia                       | Telecomunicazioni   |
| Visma                     | Norvegia                      | Telecomunicazioni   |
| Zenith Leasedrive         | Regno Unito                   | Servizi             |